# Hardenberg (Meinerzhagen)
Hardenberg ist eine kleine Ortschaft auf dem Stadtgebiet von Meinerzhagen in Nordrhein-Westfalen. 
Unmittelbar südlich des Ortes befindet sich das Naturschutzgebiet Wesmecke-Tal. Südöstlich liegt das Naturschutzgebiet Holbecke. 
Der einzige noch vorhandene Skilift befindet sich neben dem Landgasthof Haus Eckern. Den öffentlichen Personennahverkehr betreibt die Märkische Verkehrsgesellschaft mit der Buslinie 96. 